# Cactus & Co.
Cactus & Co (abreviado Cactus & Co) es una revista con ilustraciones y descripciones botánicas que es editada desde 1997 hasta ahora.